# Архитектурный комплекс на улице Победы (Жигулёвск)

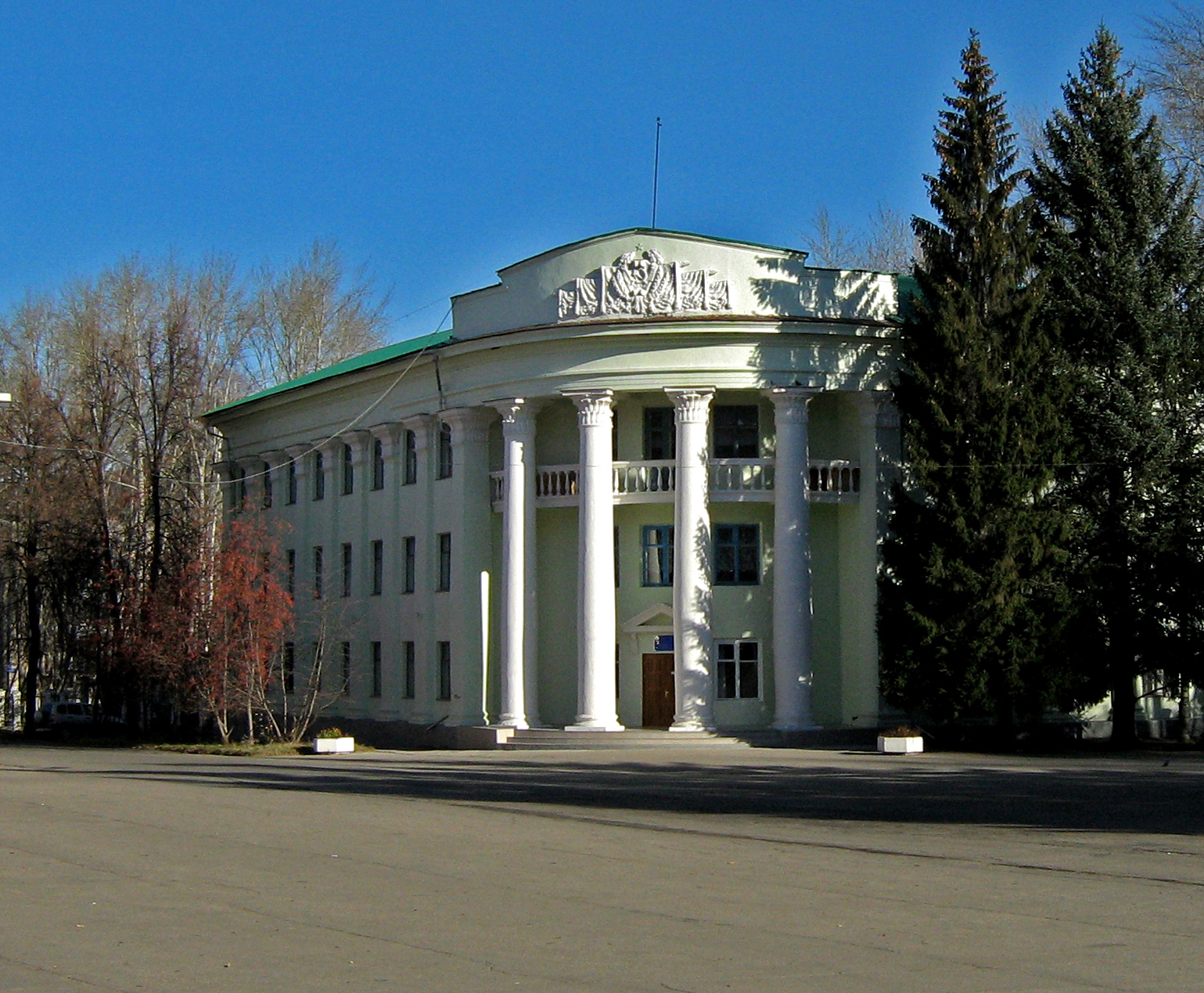
Здание городской школы искусств на площади Победы

Архитектурный комплекс на улице Победы в Жигулёвске включает в себя площадь Победы с монументом Воину-Освободителю, здание городской школы искусств, здание НГДУ (нефтегазодобывающего управления), жилые дома № 2, 4, 8 и 10 и портики. Строительство велось группой ленинградских архитекторов с 1954 по 1957 год. Рядом с площадью расположен городской парк. На площади перед входом в парк был устроен фонтан в виде двухъярусной чаши с узором в основании. В настоящее время на этом месте установлен монумент Воину-Освободителю.

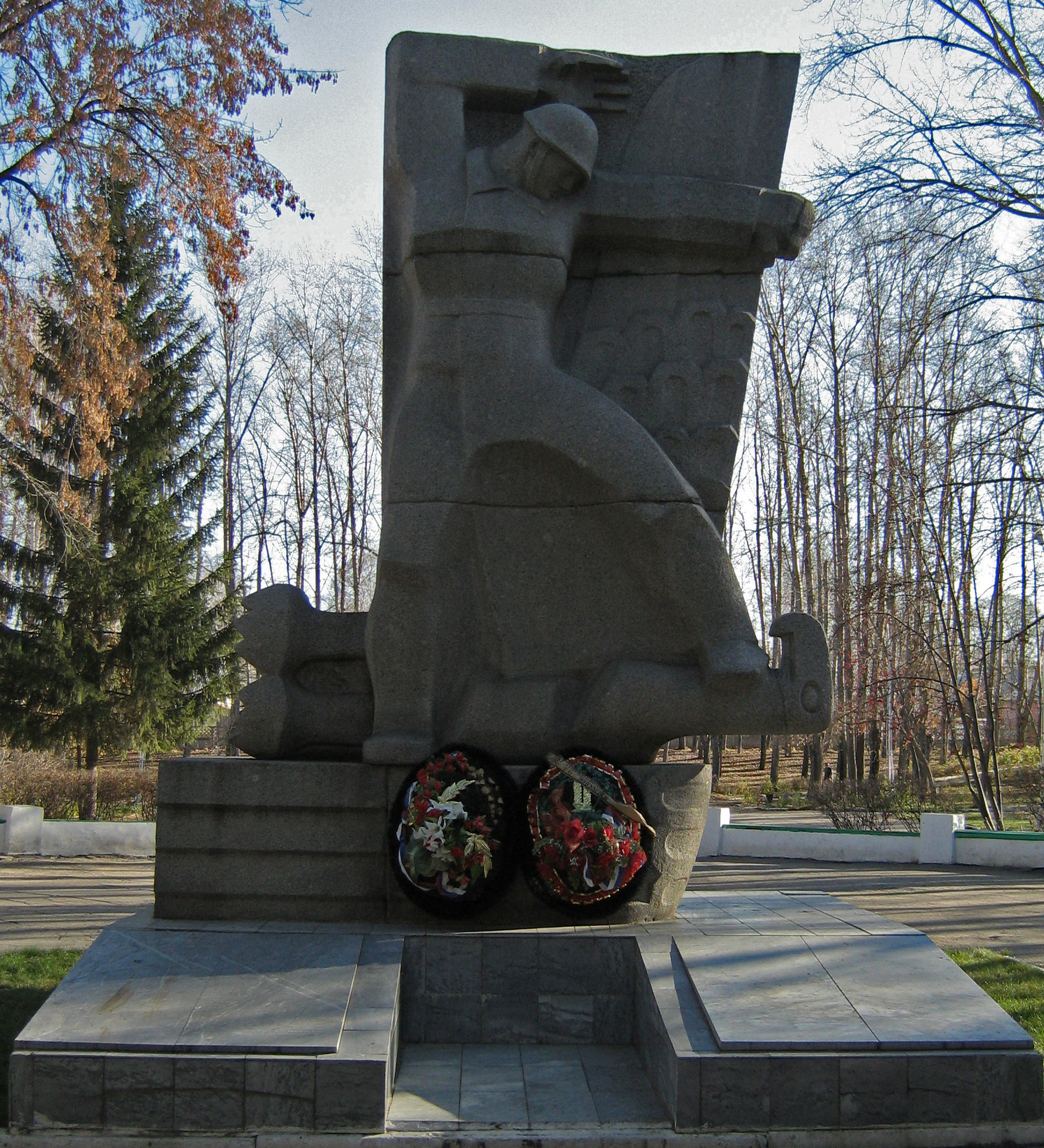
Монумент Воину-Освободителю. Со стороны парка на монументе надпись: «Люди! Покуда сердца стучатся, помните, какою ценою завоевано счастье, пожалуйста, помните!».
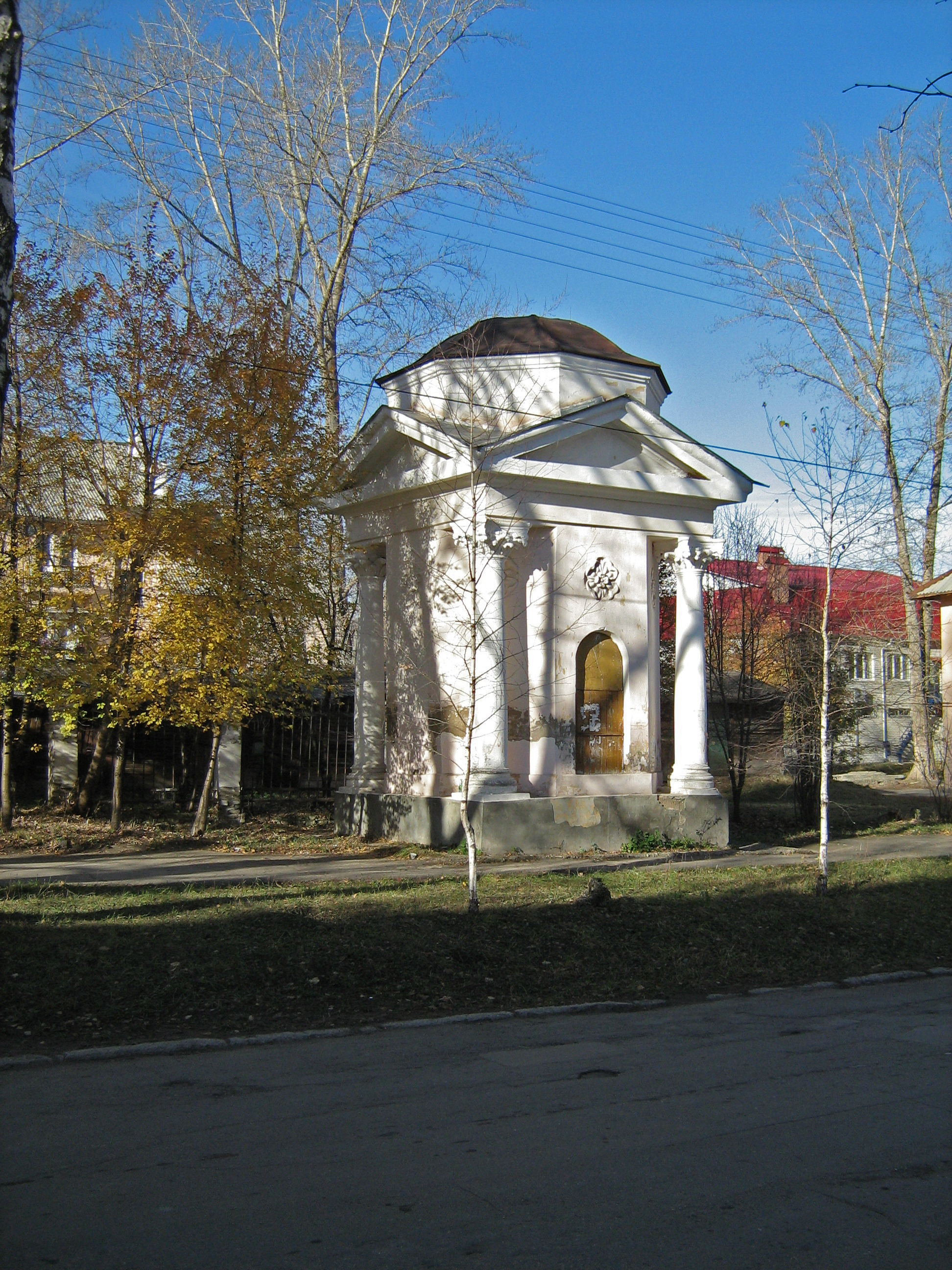
Портики расположены недалеко от площади. Они украшают и придают законченность всему комплексу. Сейчас входы внутрь закрыты, но в своё время они служили и местами отдыха, и частными ремонтными мастерскими.
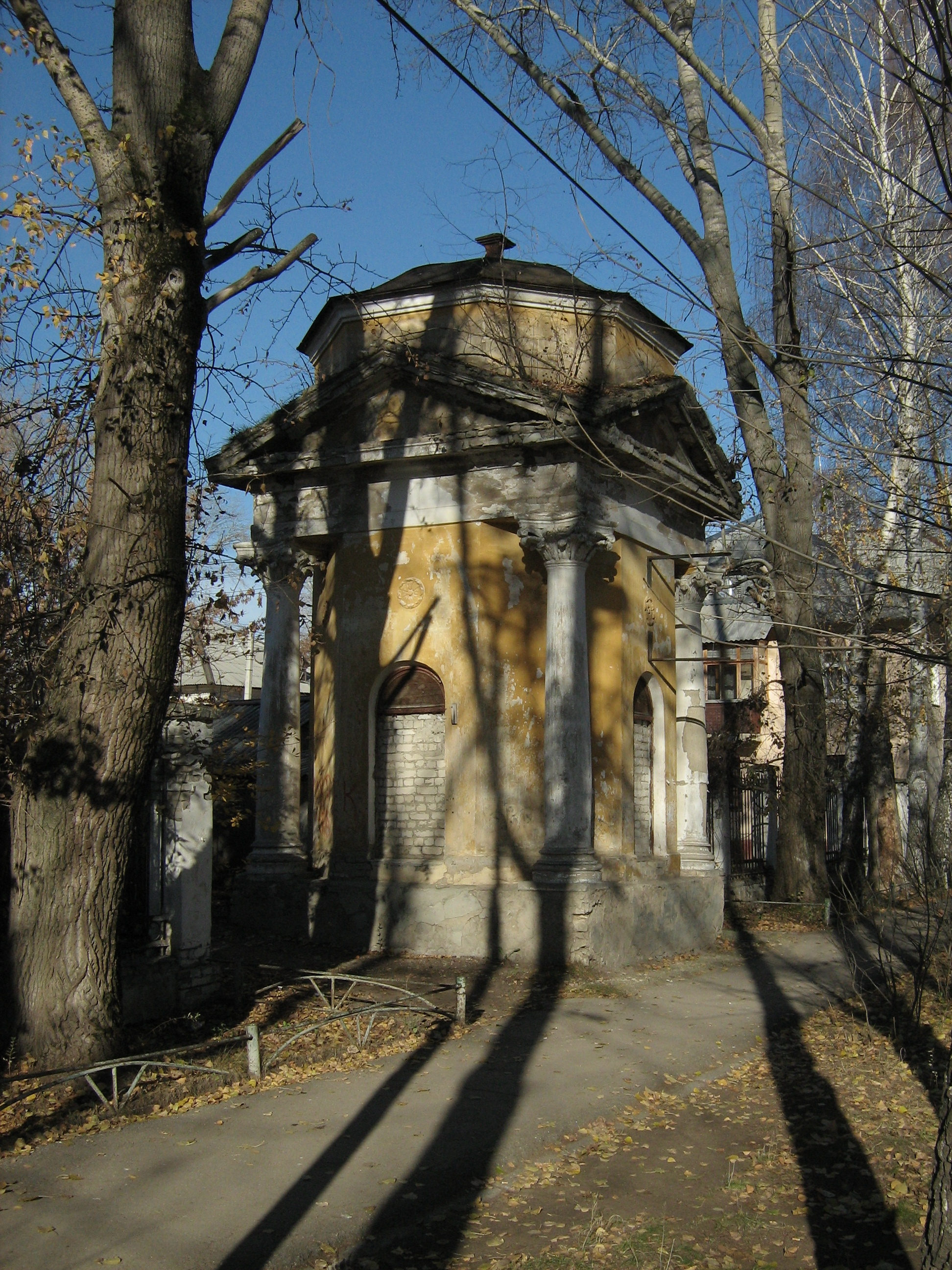